# Djurslands Kyster
Djurslands Kyster strækker sig over 260 kilometer defineret fra færgestedet, Voer, midt i Randers Fjord i det nordvestlige hjørne af Djursland, til Avlsgård i bunden af Aarhus Bugt i det sydvestlige hjørne. Der er 18 let tilgængelige badestrande, ifølge folderen, Kystkort Djursland, udgivet af områdets to kommuner, Norddjurs og Syddjurs m.fl.  Disse badestrande udgør 15 – 20 pct. af den samlede kystlinje. De resterende godt 200 kilometer er mestendels øde kystnatur.
Halvøens kyster vender mod alle verdenshjørner, eksponeret for alle vindretninger. Dette, sammen med områdets varierede geologiske forhold med høje bakker ud til havet mod syd, og mere fladt land mod nord, giver stor variation i kysttyperne inden for det geografisk begrænsede område, Djursland, der i luftlinje er cirka 35 kilometer højt målt på nord–syd aksen af halvøen, og cirka 40 kilometer i bredden.
Djursland stikker ud i Kattegat mellem Jylland og Sverige nord for Aarhus og syd for Randers. De mange kysttyper indbefatter det fladevandede og vadhavsagtige i Randers Fjord og ved St. Sjørup mod nordvest. I kontrast hertil står de dybvandede bølgeeksponerede stenkyster på Djurslands østkyst, hvor der er frit løb for bølgerne helt fra Sverige. En tredje kysttype ser man i de beskyttede bugter og viges sydlige afgrænsning af Djursland. Her går Molsområdets ofte over 100 meter høje bakker ned til havet. Man kan opdele Djurslands kystlinje i fire karakteristiske kysttyper:
- Randers Fjords brakvandskyster
- Norddjurslands fladvandstrande
- Østdjurslands stenkyster
- Syddjurslands bugtland

## Brakvandskysterne
Mod nordvest bliver Djursland afgrænset af Randers Fjord. Det smalle, og 30 kilometer lange, vandområde skærer sig ind i Jylland. Fjorden er udløb for Danmarks længste å, Gudenå. Ferskvandet fra åen blander sig med saltvand i Randers Fjord. Langs fjordens brakvandskyster går enge og moser ofte direkte over i fjorden uden nogen strand. Bunden består typisk af leragtig silt, og man skal et stykke ud for at nå dybder af betydning. Forhold der ikke lægger op til badning. Mange steder er der siv (tagrør) helt ud til vandet, og det betyder, at det ofte er svært at færdes langs kysten. Denne mangel på tilgængelighed præger de kyster, der udgør den nordvestlige afgrænsning af Djursland-halvøen i Randers Fjord.
Der er ikke det store rekreative potentiale i Randers Fjord med hensyn til badning og strandliv, men det er der til gengæld, hvad angår sejlads i det beskyttede farvand, og hvad angår lystfiskeri og natur i øvrigt. Der er opgang af havørreder og laks i Gudenåsystemet gennem Randers Fjord. En lokal Kattegatstamme af sild yngler i fjorden, og tons-store stimer trækker hvert forår gennem fjorden helt op til Randers Havn 30 kilometer inde i landet.
Selv om fjorden er fiskerig, er det ofte nødvendigt med lokalkendskab for at finde fiskene, og for at finde de steder hvor man kan komme ned til fjordkanten fri for siv, hvor det samtidigt er godt at fiske.
Ved området, Kanaløen, er der et bolværk i forbindelse med en gravet sejlrende. Her er der dybt vand helt ind til bolværkskanten. På den 2.5 kilometer lange strækning er der et dansk og internationalt kendt lystfiskeri efter sild hvert forår. Området ligger umiddelbart syd for formidlingscentret, Kyst- og Fjordcentret, ved færgelejet i den lille landsby og marina, Voer. Her er der færgefart over fjorden til Mellerup med minfærgen, Ragna, der har plads til 3 – 4 biler ad gangen. Umiddelbart nord for Kyst- og Fjordcentret er kysten tilgængelig i vaders, og strækningen anbefales som et af de gode steder til havørredfiskeri af den lokale fiskeforening, SMIFF.

## Fladvandet
Djurslands nordlige kystlinje strækker sig fra udmundingen af Randers Fjord på Jyllandssiden til Gjerrild Strand længst mod øst. Dette er en nordvendt kyst på 40 kilometer. Efter Gjerrild Strand drejer kysten mod syd og bliver til Djurslands østvendte stenkyst.
Djurslands nordkyst er kendetegnet ved en række fladvandede sandstrande. Det er karakteristisk, at man som badende skal vade langt ud for at nå svømmedybde. Længst inde mod Jylland er der ved St. Sjørup og Lystrup semipermanente sandrevler et stykke ude, som udgør den egentlige strand for badende. Inde ved land er der ikke strand af betydning. Dette er mest markant ved St. Sjørup, hvor sandrevlen ligger omkring 400 meter ude. Mod øst ved Gjerrild Strand er der større dybde tæt på kysten. Her er der også et bagland af klitter. Det lave vand på Djurslands nordkyst bliver relativt hurtigt opvarmet om sommeren, og det bidrager til den rekreative værdi, samt til disse lavvandede strandes børnevenlighed. Det er sikkert for børn at bade her, når man mange steder skal gå 30 meter ud, eller mere, før vandet bliver dybere end 20 centimeter.
Mellem Bønnerup Strand og Gjerrild Strand er der en skovklædt kystskrænt ned til vandet som del af de sammenhængende skovområder Lillebavle og Emmedsbo Plantager i baglandet. Karakteristisk for Nordkysten er, at er der ikke er kysterosion. Snarere bliver der lagt land til, modsat på Djurslands østkyst.
På nordkysten er der anført 6 badestrande på Kystkort Djursland. Det er, startende fra Jyllandssiden, St. Sjørup Strand, Lystrup Strand, Havhuse, Fjellerup Strand, Bønnerup Strand og Gjerrild Nordstrand. Gjerrild Nordstrand er den eneste med svømmedybde tæt på land. Mellem disse strande er der også andre bademuligheder, men stederne er ikke anført som strande, på grund af vanskelige adgangsforhold i bil. Typisk er der et bagland af sommerhuse, og nogle gange campingpladser, ned til de seks strande. Fjellerup Strand er den mest befolkede i højsæsonen, med det største sommerhusområde i baglandet.
Af nordkystens strande ligger St. Sjørup tættest på Jyllands østvendte kyst. Det er en nordøst-vendt strand, som ligger der, hvor Djurslands kyst drejer op mod Jyllands østkyst 7 kilometer før Randers Fjord. Man kan vade ud til den semipermanente sandrevle cirka 400 meter ude. Ved St. Sjørup består selve overgangen mellem hav og land af frodig moseagtig salttolerant vegetation. Ofte i tuer, der går over i hav uden egentlig strand. St. Sjørup er nok en af de mindst kendte af Djurslands strande, selv om den på mange måder naturmæssigt er den mest interessante med vadehavsvegetation, og den hvide, brede og lange sandrevle ude i vandet, der har klassiske badestrands-egenskaber.

## Stenkysterne
Djursland østkyst er præget af ofte brede stenstrande. Stenkysterne strækker sig 50 kilometer mod syd fra Gjerrild Nordstrand i nord til Gåsehage mod syd, hvor Hasnæs-halvøen med Ebeltoft udgør den sidste del overfor Kattegatøen, Hjelm. Øen ligger 6 kilometer øst for spidsen af Hasnæs halvøen. Hasnæs afslutter Djurslands østkyst i retning ned mod det sydlige Kattegat.
På østkystens stenstrande bliver det oftest dybere end man kan bunde blot 5 - 10 meter fra kysten. Østkysten er et relativt strømrigt farvand med ubrudt åbent hav hen over Kattegat til Sverige. Det giver store bølger i pålandsvind, og dermed tendens til brede strande, dannet af de opskyllende bølger.
En undtagelse fra østkystens stenstrande er 5 kilometer lange Grenaa Strand, som er en bred hvid sandstrand med et klitbagland. En anden undtagelse fra stenstrandene er kalkklint-kysten ved Sangstrup og Karlby. Her går de lodrette klippeagtige kalkklinter helt ned til havet med ingen, eller kun en kort, stenstrand i mellem.
Djurslands østkyst stikker ud i Kattegat, og der er kysterosion mange af de steder, som rager mest ud i havet. Her er der nedskridende skrænter, som gradvis bliver opslugt af havet. Såsom ved Gjerrild Klint i nord, Havknude syd for Grenaa, Helligkilde-næset på Glatved Strand og ned for Rugård Slot ved Rugård Skov. Ved Rugård Skov kan man på den øde kyst se en skovklædt bakkeskråning af plastisk ler med store bøgetræer der er ved at vælte, på deres vej ned i havet.
På Kystkort Djursland er der anført to sandstrande på Djurslands Østkyst. Grenaa Strand blev nationalt kåret som en af Danmarks tre bedste strande i 2006. Boeslum Strand på Hasnæs halvøen overfor Ebeltoft er også sandstrand ind i mellem.
Fra Djurslands østkyst har der i mindst 150 år været udvinding af råstoffet, kalk. Tildels i form af faste kalkvadre fra en klippeagtig undergrund, der kommer op til overfladen på Østdjursland. Dette er synligt i form af Sangstrup og Karlby Klinter, der danner en mur af massive kalkklipper ud til havet. Kalken er også blevet udvundet fra bakkelandet, såsom ved Glatved, i form af kalkrullesten i moræneaflejringer iblandet grus og sand. 10 middelalderkirker på Djursland er bygget med kalkkvadre der er brudt op af kalk-undergrunden på Djurslands østkyst.
Det er karakteristisk for mange af stenstrandene på Østdjursland, at man overalt kan se et islæt af hvide kalkrulesten på strandene iblandet grå-sorte afrundede flintesten. Begge dele stammer fra en havbundsaflejring fra Kridttiden, der kommer op til overfalden i området. Dette er også tilfældet ude i havet ved Kalkgrunden ud for Grenaa Havn, og i form af Sangstrup og Karlby Klinter nord for Grenaa.
Ud fra en rekreativ vinkel er stenstrandene på østkysten interessante for lystfiskere og snorkeldykkere, der vil fange fisk eller fotografere under vandet. Til disse formål er østkysten den mest attraktive af Djurslands kyster. Det skyldes dels gode varierede bundfold med stenbund ind i mellem, som giver fæste for tangskove, som også er levested for føde til fisk i spisestørrelse. Det skyldes desuden at det strømmende Kattegatvand giver gode iltforhold. Dette kombineret med at det bliver dybt tæt på land er grundlag for et varieret liv under vandoverfladen ved kysten.

## Bugtlandet
Det sydlige Djursland kystlinje består af bugter og vige. Det er her Molslandets bakkeland møder havet. De største bugter og vige på det sydlige Djursland er: Aarhus Bugt, Knebel Vig, Begtrup Vig og Ebeltoft Vig. De største halvøer er Hasnæs, Helgenæs, og Tved-halvøen. Dette sydlige kystområde ligger for en stor del inden for Nationalpark Mols Bjerge, inklusive nogle af kyst- og havområderne.
På mange af disse kyster bliver bølgerne sjældent høje, da der ikke er et langt stræk, som bølgerne kan vokse sig store hen over, inden de skyller op, og skaber strande, når det blæser ved pålandsvind. Små bølger giver smalle strande. Store bølger giver brede strande.

Syddjursland er kendetegnet ved et varieret miks af flere typer af sten- og sandstrande. I mange af de mere lukkede vige og bugter er der ikke den samme vandudskiftning som på Djurslands østvendte og eksponerede Kattegatkyst. Det betyder, at havbunden har tendens til at huse mindre fiskeliv og et mindre varieret planteliv her i Djurslands sydlige bugtland.
Til gengæld er her ofte læ for badende. Man vil altid kunne finde en beskyttet strand på Syddjursland inden for kort køreafstand, hvor der er fralandsvind og ingen bølger, lige meget hvad vej vinden blæser fra.
I Ebeltoft Vigs bund, samt på østkysten af samme vig, overfor Ebeltoft, er der flere mindre badestrande. Strands Strand, sydvendt ud til Begtrup Vig, er en regulær og ret bred sandstrand på det sydlige Djursland, som man ikke finder, medmindre man ved, den er der. Den ligger for enden af biveje på det sydlige Mols uden større byer, eller gennemgående veje, i nærheden.
Variation er et nøgleord for strande og kyster på Syddjursland. Her findes således også eksponerede kyster med aktiv kysterosion, der ligner kysterne på østkysten. Såsom syd for Molslinjens færgeleje yderst på Hasnæs halvøen, og på Tved-halvøen ved Mols Hoved overfor Aarhus og ned for godset, Isgård. Her skrider høje bakkeskrænter ud i Aarhus Bugt og det sydlige Kattegat.